# Unicodeblock Äthiopisch, erweitert-A
Der Unicodeblock Äthiopisch, erweitert-A (engl. Ethiopic Extended-A, U+AB00 bis U+AB2F) enthält zusätzliche äthiopische Silbenzeichen. Diese werden zur Schreibung der Sprachen Basketo, Gamo-Gofa-Dawro und Gumuz benötigt.
Die grundlegenden äthiopischen Silben- und Satzzeichen für diese und andere Sprachen befinden sich bereits seit Unicode-Version 3.0 im Unicodeblock Äthiopisch. Daneben gibt es ab Version 4.1 die Unicode-Blöcke Unicodeblock Äthiopisch, Zusatz und Unicodeblock Äthiopisch, erweitert hinzu, die weitere Zeichen für die Sprachen Me'en und Blin sowie für Gurage-Sprachen enthalten.

## Tabelle
Alle Zeichen haben die allgemeine Kategorie "anderer Buchstabe" und die Bidirektionale Klasse "links nach rechts".
| Unicodenummer  | Zeichen (400 %) | Offizielle Bezeichnung   | Beschreibung                      |
| -------------- | --------------- | ------------------------ | --------------------------------- |
| U+AB01 (43777) | ꬁ               | ETHIOPIC SYLLABLE TTHU   | Äthiopisches Silbenzeichen Tthu   |
| U+AB02 (43778) | ꬂ               | ETHIOPIC SYLLABLE TTHI   | Äthiopisches Silbenzeichen Tthi   |
| U+AB03 (43779) | ꬃ               | ETHIOPIC SYLLABLE TTHAA  | Äthiopisches Silbenzeichen Tthaa  |
| U+AB04 (43780) | ꬄ               | ETHIOPIC SYLLABLE TTHEE  | Äthiopisches Silbenzeichen Tthee  |
| U+AB05 (43781) | ꬅ               | ETHIOPIC SYLLABLE TTHE   | Äthiopisches Silbenzeichen Tthe   |
| U+AB06 (43782) | ꬆ               | ETHIOPIC SYLLABLE TTHO   | Äthiopisches Silbenzeichen Ttho   |
| U+AB09 (43785) | ꬉ               | ETHIOPIC SYLLABLE DDHU   | Äthiopisches Silbenzeichen Ddhu   |
| U+AB0A (43786) | ꬊ               | ETHIOPIC SYLLABLE DDHI   | Äthiopisches Silbenzeichen Ddhi   |
| U+AB0B (43787) | ꬋ               | ETHIOPIC SYLLABLE DDHAA  | Äthiopisches Silbenzeichen Ddhaa  |
| U+AB0C (43788) | ꬌ               | ETHIOPIC SYLLABLE DDHEE  | Äthiopisches Silbenzeichen Ddhee  |
| U+AB0D (43789) | ꬍ               | ETHIOPIC SYLLABLE DDHE   | Äthiopisches Silbenzeichen Ddhe   |
| U+AB0E (43790) | ꬎ               | ETHIOPIC SYLLABLE DDHO   | Äthiopisches Silbenzeichen Ddho   |
| U+AB11 (43793) | ꬑ               | ETHIOPIC SYLLABLE DZU    | Äthiopisches Silbenzeichen Dzu    |
| U+AB12 (43794) | ꬒ               | ETHIOPIC SYLLABLE DZI    | Äthiopisches Silbenzeichen Dzi    |
| U+AB13 (43795) | ꬓ               | ETHIOPIC SYLLABLE DZAA   | Äthiopisches Silbenzeichen Dzaa   |
| U+AB14 (43796) | ꬔ               | ETHIOPIC SYLLABLE DZEE   | Äthiopisches Silbenzeichen Dzee   |
| U+AB15 (43797) | ꬕ               | ETHIOPIC SYLLABLE DZE    | Äthiopisches Silbenzeichen Dze    |
| U+AB16 (43798) | ꬖ               | ETHIOPIC SYLLABLE DZO    | Äthiopisches Silbenzeichen Dzo    |
| U+AB20 (43808) | ꬠ               | ETHIOPIC SYLLABLE CCHHA  | Äthiopisches Silbenzeichen Cchha  |
| U+AB21 (43809) | ꬡ               | ETHIOPIC SYLLABLE CCHHU  | Äthiopisches Silbenzeichen Cchhu  |
| U+AB22 (43810) | ꬢ               | ETHIOPIC SYLLABLE CCHHI  | Äthiopisches Silbenzeichen Cchhi  |
| U+AB23 (43811) | ꬣ               | ETHIOPIC SYLLABLE CCHHAA | Äthiopisches Silbenzeichen Cchhaa |
| U+AB24 (43812) | ꬤ               | ETHIOPIC SYLLABLE CCHHEE | Äthiopisches Silbenzeichen Cchhee |
| U+AB25 (43813) | ꬥ               | ETHIOPIC SYLLABLE CCHHE  | Äthiopisches Silbenzeichen Cchhe  |
| U+AB26 (43814) | ꬦ               | ETHIOPIC SYLLABLE CCHHO  | Äthiopisches Silbenzeichen Cchho  |
| U+AB28 (43816) | ꬨ               | ETHIOPIC SYLLABLE BBA    | Äthiopisches Silbenzeichen Bba    |
| U+AB29 (43817) | ꬩ               | ETHIOPIC SYLLABLE BBU    | Äthiopisches Silbenzeichen Bbu    |
| U+AB2A (43818) | ꬪ               | ETHIOPIC SYLLABLE BBI    | Äthiopisches Silbenzeichen Bbi    |
| U+AB2B (43819) | ꬫ               | ETHIOPIC SYLLABLE BBAA   | Äthiopisches Silbenzeichen Bbaa   |
| U+AB2C (43820) | ꬬ               | ETHIOPIC SYLLABLE BBEE   | Äthiopisches Silbenzeichen Bbee   |
| U+AB2D (43821) | ꬭ               | ETHIOPIC SYLLABLE BBE    | Äthiopisches Silbenzeichen Bbe    |
| U+AB2E (43822) | ꬮ               | ETHIOPIC SYLLABLE BBO    | Äthiopisches Silbenzeichen Bbo    |